# Silke Gast
Silke Gast (* 30. April 1972 in Freiburg im Breisgau) ist eine ehemalige deutsche Leichtathletin, die sich auf den Speerwurf spezialisiert hatte.

## Karriere
Silke Gast warf bis 1989 für den LV Ettenheim. Nach zwei Jahren bei der LG Karlsruhe wechselte sie 1992 zum LAC Quelle nach Fürth.
Ihre beste Platzierung bei Deutschen Meisterschaften erreichte sie 1994 in Köln, als sie Dritte hinter Karen Forkel und Tanja Damaske wurde.
Bei den Europameisterschaften 1994 in Helsinki qualifizierten sich Forkel, Damaske und Gast für das Finale. Karen Forkel gewann Silber und Tanja Damaske belegte den sechsten Platz. Silke Gast warf ihre Karrierebestweite von 62,90 und erreichte damit den vierten Platz.

## Schwester
Silke Gasts Zwillingsschwester Christine Gast gewann den Speerwurf bei den Junioreneuropameisterschaften 1991.